# Station Ter Apel Rijksgrens
Station Ter Apel Rijksgrens is een door de STAR gebouwd station aan de Spoorlijn Stadskanaal - Ter Apel Rijksgrens. Dit station is vlak bij de Duitse grens gebouwd. In 1924 werd de lijn geopend, maar door het lage rendement werd het baanvak na 2 jaar alweer gesloten in 1926 als een van de kortst in gebruik zijnde spoorlijnen van Nederland.
Gedacht werd dat Duitsland de spoorlijn zou doortrekken naar Haren, maar door de crisis is dit nooit gebeurd. In 1942 werd het spoor door de Duitsers definitief opgebroken.
Het stationsgebouw is afgebrand in 1984; op de plek hiervan staat nu het Chinese restaurant Hong Fong. Het douanegebouw, naast het station, staat er nog wel. Ook zijn er nog restanten te zien van de spoorbrug over het Haren-Ruitenbroekkanaal. Na het station heeft het spoor nog 300 meter doorgelopen, exact tot de Rijksgrens.

## Fotogalerij

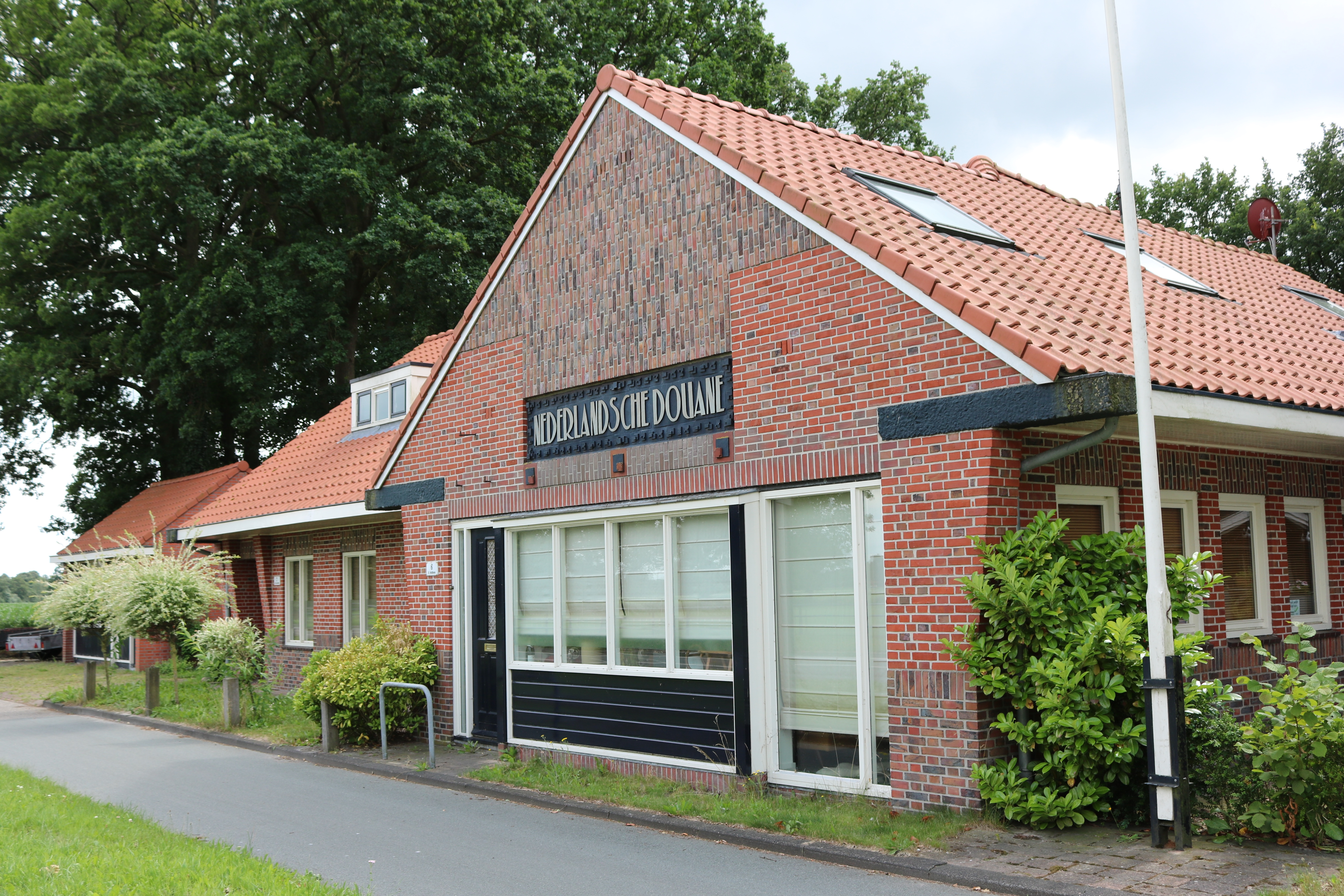
Het douanegebouw naast het station zou zowel het spoor- als het wegverkeer bedienen.
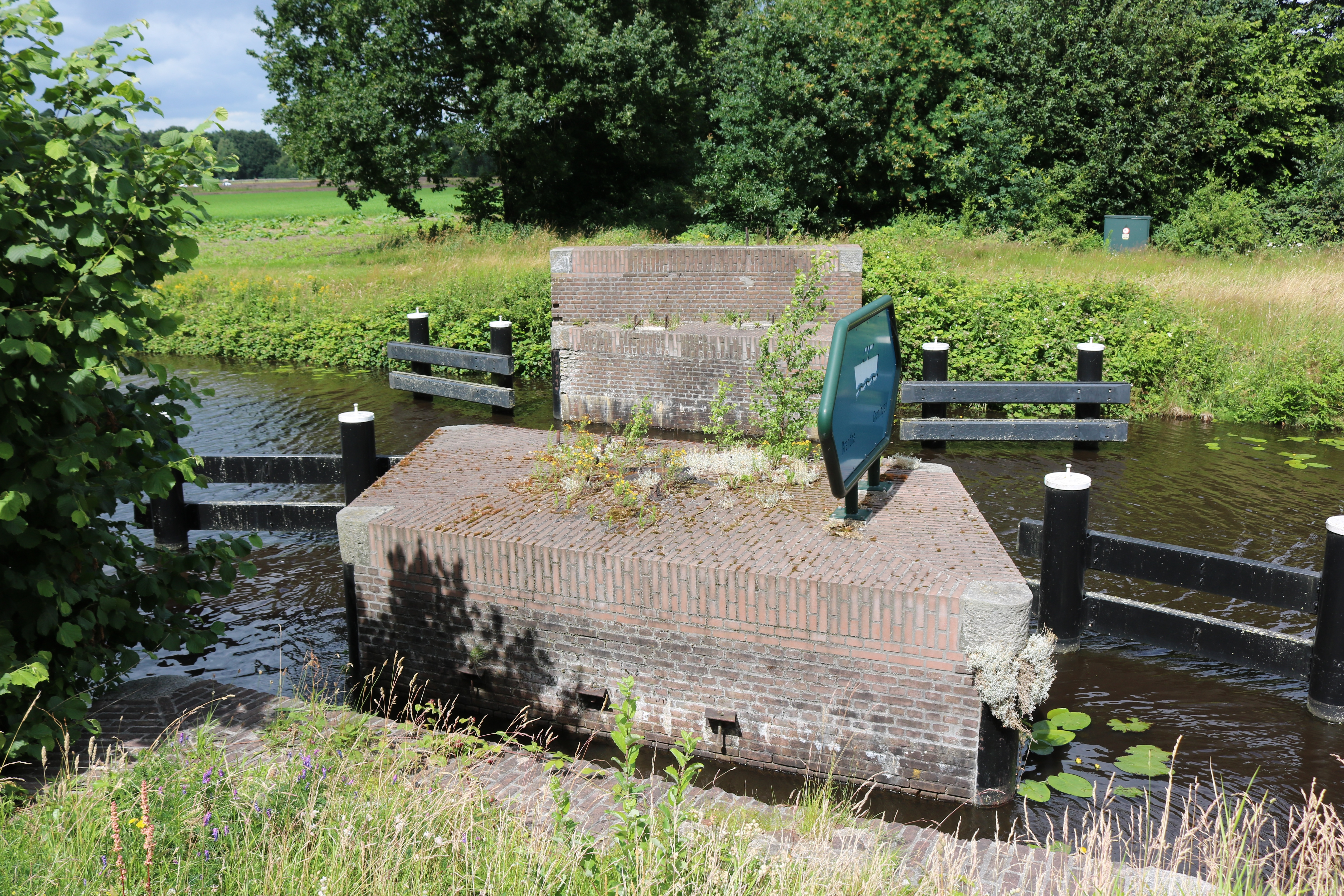
Restanten van de brug over het Haren-Rütenbrock Kanaal, tegenover het station
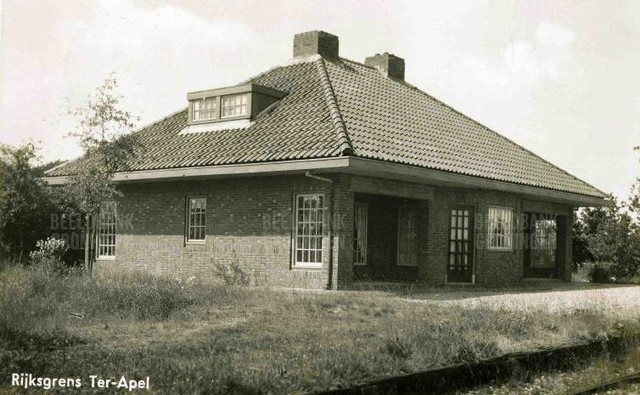
Station Ter Apel Rijksgrens

Appingedam · 
Bad Nieuweschans ·
Baflo · 
Bedum · 
Delfzijl · 
-West · 
Eemshaven ·
Grijpskerk · 
Groningen · 
-Europapark ·
-Noord ·
Haren · 
Hoogezand-Sappemeer · 
Kropswolde · 
Loppersum · 
Martenshoek · 
Roodeschool · 
Sauwerd · 
Scheemda · 
Stedum · 
Uithuizen · 
Uithuizermeeden · 
Usquert · 
Veendam · 
Warffum · 
Winschoten · 
Winsum · 
Zuidbroek · 
Zuidhorn
Voormalige stations: zie de lijst van voormalige spoorwegstations in Groningen